# Семілеро синій
Семілеро синій (Amaurospiza concolor) — вид горобцеподібних птахів родини кардиналових (Cardinalidae).

## Поширення
Вид поширений на півдні Мексики та у Центральній Америці. Мешкає на галявинах і на узліссях вологих гірських і вторинних лісів. Найчастіше трапляється на ділянках з бамбуком.

## Опис
Птах завдовжки від 11,5 до 14 см і вагою від 12 до 15 г. Самець повністю блакитного кольору. Верхня частина самиць корична, а нижня — коричнева.

## Спосіб життя
Живиться комахами і насінням.
Єдине відоме гніздо семілеро синього було знайдено в Мексиці. Це була чашка з грубої трави, вистелена дрібнішою травою, поміщена у розгалуження тонкої гілки. Кладка містила два яйця поїдачів і одне яйце гніздового паразита — вашера червоноокого (Molothrus aeneus).